# Alfred Frauenfeld
Alfred Frauenfeld, född 18 maj 1898 i Wien, död 10 maj 1977 i Hamburg, var en tysk nazistisk politiker. Han var 1930–1933 Gauleiter i Wien och 1942–1944 generalkommissarie för Generalbezirk Krim-Taurien i Reichskommissariat Ukraine.

## Biografi
Alfred Frauenfeld deltog i första världskriget och stred bland annat vid den italienska fronten. Efter kriget utbildade han sin till murare, men fann ingen anställning och gav sig då in i bankväsendet. Frauenfeld närvarade vid NSDAP:s partidagar i Nürnberg 1929 och efter att ha hört Adolf Hitler tala anslöt han sig till det österrikiska nazistpartiet. Han utsågs till chef för ett av Wiens Gemeindebezirk ("kommundistrikt"). År 1930 utnämnde Hitler Frauenfeld till Gauleiter, NSDAP:s högste ämbetsman, i Wien.
I juni 1933 förbjöds NSDAP i Österrike av förbundskansler Engelbert Dollfuss och Frauenfeld tvingades då verka i hemlighet. Frauenfeld greps av myndigheterna i december 1933 och satt internerad fram till maj året därpå. Kort därefter lämnade han Österrike för Tyskland. År 1935 utnämndes Frauenfeld till verkställande direktör för Riksteaterkammaren (Reichstheaterkammer) inom Rikskulturkammaren (Reichstheaterkammer). År 1936 skrev Frauenfeld i Breslauer Neueste Nachrichten:
| ” | Nationalsocialismen har anklagats för att ha politiserat konsten […] Förhållandet är dock det omvända: Nationalsocialismen har räddat den tyska teatern från partipolitiska strider genom att avskaffa alla andra partier. | „ |

### Andra världskriget

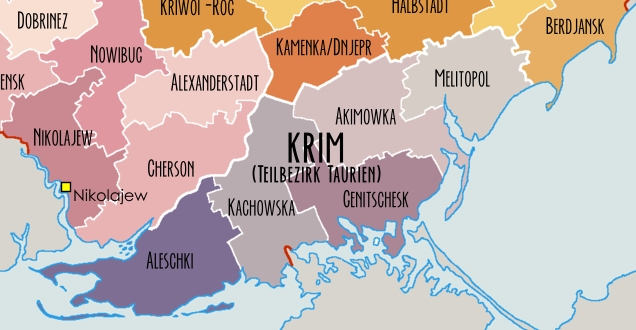
Administrativ karta över Generalbezirk Krim-Taurien.

Mellan 1936 och 1940 var Frauenfeld diplomat vid Auswärtiges Amt, Tysklands utrikesministerium. Efter det tyska angrepp på Norge och Danmark i april 1940 utnämndes han till generalkonsul vid den tyska militärförvaltningen i Oslo.
Den 22 juni 1941 inledde Tyskland Operation Barbarossa genom att anfalla sin tidigare bundsförvant Sovjetunionen. Året därpå utsågs Frauenfeld till generalkommissarie för Generalbezirk Krim-Taurien ("Generaldistrikt Krim-Taurien) som var beläget i sydöstra Rikskommissariatet Ukraina. Frauenfelds distrikt innefattade fem Kreisgebiete: Akimowka, Aleschki, Genischesk, Kachowska och Melitopol. Generalbezirk Krim-Taurien inbegrep, trots namnet, inte halvön Krim, som stod under militär förvaltning.
År 1944 återerövrade Röda armén Ukraina och Frauenfeld lämnade sin post. Under återstoden av andra världskriget tillhörde han ett propagandakompani. År 1947 dömde en domstol i Wien Frauenfeld in absentia till 15 års fängelse.